# Lewis' specht
Lewis' specht (Melanerpes lewis) is een vogel uit de familie Picidae. Deze vogel is genoemd naar de Amerikaanse ontdekkingsreiziger Meriwether Lewis.

## Verspreiding en leefgebied
Deze soort komt voor van zuidwestelijk Canada tot de zuidwestelijke Verenigde Staten.